# Ciclismo nos Jogos Pan-Americanos de 2003
As competições de ciclismo nos Jogos Pan-Americanos de 2003 foram realizadas em Santo Domingo, República Dominicana. Esta foi a décima quarta edição do esporte nos Jogos Pan-Americanos.

## Ciclismo de estrada

### Masculino
| Event                       | Ouro                 | Prata                   | Bronze                |
| --------------------------- | -------------------- | ----------------------- | --------------------- |
| Corrida em estrada detalhes | Milton Wynants (URU) | Pedro Pablo Pérez (CUB) | José Medina (CHI)     |
| Contra o relógio detalhes   | José Serpa (COL)     | Chris Baldwin (USA)     | Franklin Chacón (VEN) |

### Feminino
| Event                       | Ouro                    | Prata                    | Bronze                  |
| --------------------------- | ----------------------- | ------------------------ | ----------------------- |
| Corrida em estrada detalhes | Yoanka González (CUB)   | Janildes Fernandes (BRA) | Yeilin Fernández (CUB)  |
| Contra o relógio detalhes   | Kimberly Bruckner (USA) | Clara Hughes (CAN)       | Kristin Armstrong (USA) |

## Ciclismo de pista

### Masculino
| Event                            | Ouro                                                                  | Prata                                                                   | Bronze                                                                    |
| -------------------------------- | --------------------------------------------------------------------- | ----------------------------------------------------------------------- | ------------------------------------------------------------------------- |
| Velocidade por equipes detalhes  | Leonardo Narváez (COL)                                                | Giddeon Massie (USA)                                                    |                                                                           |
| Velocidade individual detalhes   | CUB Cuba Ahmed López Reinier Cartaya Yosmani Poll                     | COL Colômbia Rodrigo Barros Jonathan Marín Leonardo Narváez             | VEN Venezuela Alexander Cornieles Rubén Osorio Jhonny Hernández           |
| Perseguição individual detalhes  | Edgardo Simon (ARG)                                                   | Marco Arriagada (CHI)                                                   | Alexander González (COL)                                                  |
| Perseguição por equipes detalhes | CHI Chile Enzo Cesario Marco Arriagada Luis Sepúlveda Antonio Cabrera | ARG Argentina Ángel Colla Guillermo Brunetta Walter Pérez Edgardo Simon | COL Colômbia Alexander González José Serpa Arles Castro Juan Pablo Forero |
| Contra o relógio detalhes        | Ahmed López (CUB)                                                     | Christian Stahl (USA)                                                   | Benjamín Martínez (BOL)                                                   |
| Keirin detalhes                  | Giddeon Massie (USA)                                                  | Rubén Osorio (VEN)                                                      |                                                                           |
| Madison detalhes                 | ARG Argentina Walter Pérez Juan Curuchet                              | COL Colômbia Alexander González Leonardo Duque                          | USA Estados Unidos Colby Pearce James Carney                              |
| Corrida por pontos detalhes      | Milton Wynants (URU)                                                  | Marco Arriagada (CHI)                                                   | Leonardo Duque (COL)                                                      |

### Feminino
| Event                           | Ouro                    | Prata                       | Bronze                |
| ------------------------------- | ----------------------- | --------------------------- | --------------------- |
| Velocidade individual detalhes  | Tanya Lindenmuth (USA)  | Daniela Larreal (VEN)       | Chris Witty (USA)     |
| Perseguição individual detalhes | María Luisa Calle (COL) | Yoanka González (CUB)       | Clara Hughes (CAN)    |
| Keirin detalhes                 | Tanya Lindenmuth (USA)  | Daniela Larreal (VEN)       | Yumari González (CUB) |
| Corrida por pontos detalhes     | Clara Hughes (CAN)      | María Molina de Ortíz (GUA) | Yoanka González (CUB) |
| Contra o relógio detalhes       | Nancy Contreras (MEX)   | Chris Witty (USA)           | Yumari González (CUB) |

## Mountain Bike
| Event                            | Ouro                  | Prata                  | Bronze                 |
| -------------------------------- | --------------------- | ---------------------- | ---------------------- |
| Cross-country masculino detalhes | Jeremiah Bishop (USA) | Edvandro Cruz (BRA)    | Deiber Esquivel (CRC)  |
| Cross-country feminino detalhes  | Jimena Florit (ARG)   | Mary McConneloug (USA) | Francisca Campos (CHI) |

## Quadro de medalhas
| Posição | Nação              |    |    |    | Total |
| ------- | ------------------ | -- | -- | -- | ----- |
| 1.      | USA Estados Unidos | 5  | 5  | 3  | 13    |
| 2.      | CUB Cuba           | 3  | 2  | 4  | 9     |
| 3.      | COL Colômbia       | 3  | 2  | 3  | 8     |
| 4.      | ARG Argentina      | 3  | 1  | 0  | 4     |
| 5.      | URU Uruguai        | 2  | 0  | 0  | 2     |
| 6.      | CHI Chile          | 1  | 2  | 2  | 5     |
| 7.      | CAN Canadá         | 1  | 1  | 1  | 3     |
| 8.      | MEX México         | 1  | 0  | 0  | 1     |
| 9.      | VEN Venezuela      | 0  | 3  | 2  | 5     |
| 10.     | BRA Brasil         | 0  | 2  | 0  | 2     |
| 11.     | GUA Guatemala      | 0  | 1  | 0  | 1     |
| 12.     | BOL Bolívia        | 0  | 0  | 1  | 1     |
| 12.     | CRC Costa Rica     | 0  | 0  | 1  | 1     |
| Total   | Total              | 19 | 19 | 17 | 55    |

## Ligação externa
- Results